# Poušť (Záhornice)
Poušť je vesnice v okrese Nymburk, součást obce Záhornice, od které se nachází 2 km na jihozápad. Je zde evidováno 17 adres. Nejstarší dochovanou stavbou je roubený Jakubský mlýn z roku 1695.
Na západ od vesnice se rozkládá Jakubský rybník na Štítarském potoce. Jakubský rybník je svojí rozlohou 62 ha největším dochovaným rybníkem dymokurské soustavy. Tu ještě na počátku 17. století tvořilo 102 rybníků. Svůj název nese Jakubský rybník po dnes již neexistujícím kostele sv. Jakuba v osadě Poušť.

## Historie
První písemná zmínka o vesnici pochází z roku 1546.

## Kultura
Ve vsi se odehrává příběh povídky Poušť u Jakuba z povídkové knihy Michala Vrby Kolem Jakuba (2019).

## Další fotografie

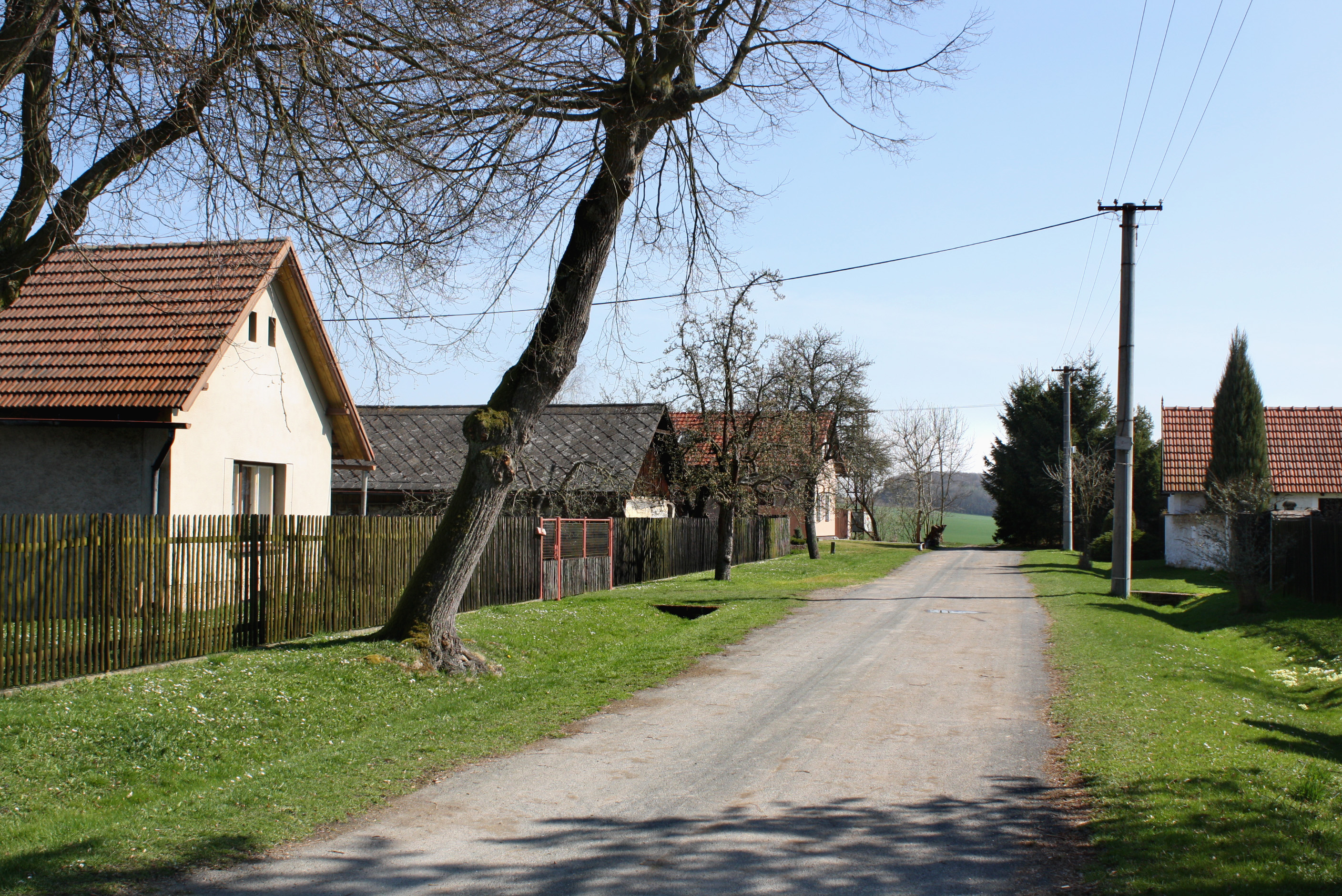
Slepá ulice
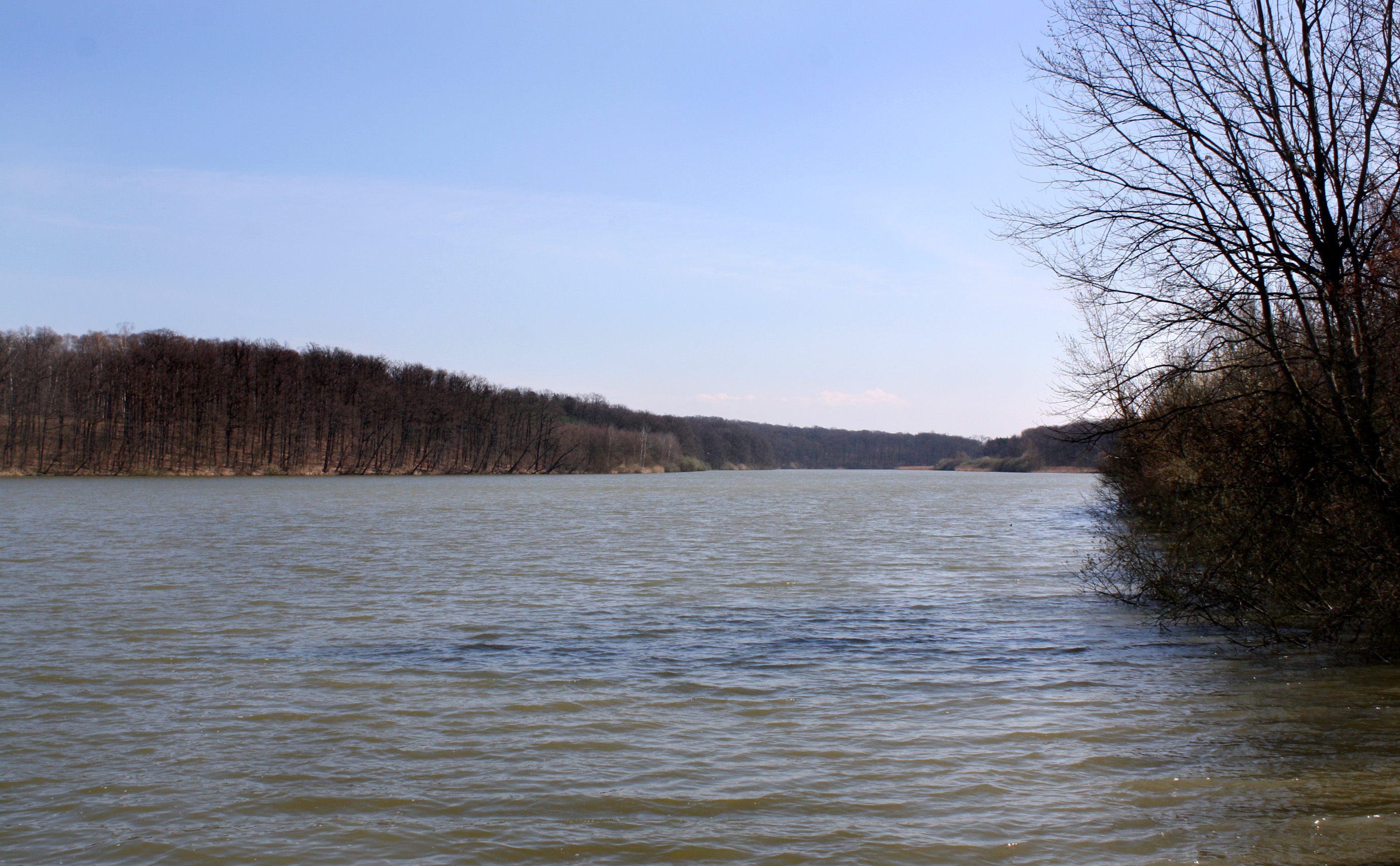
Jakubský rybník
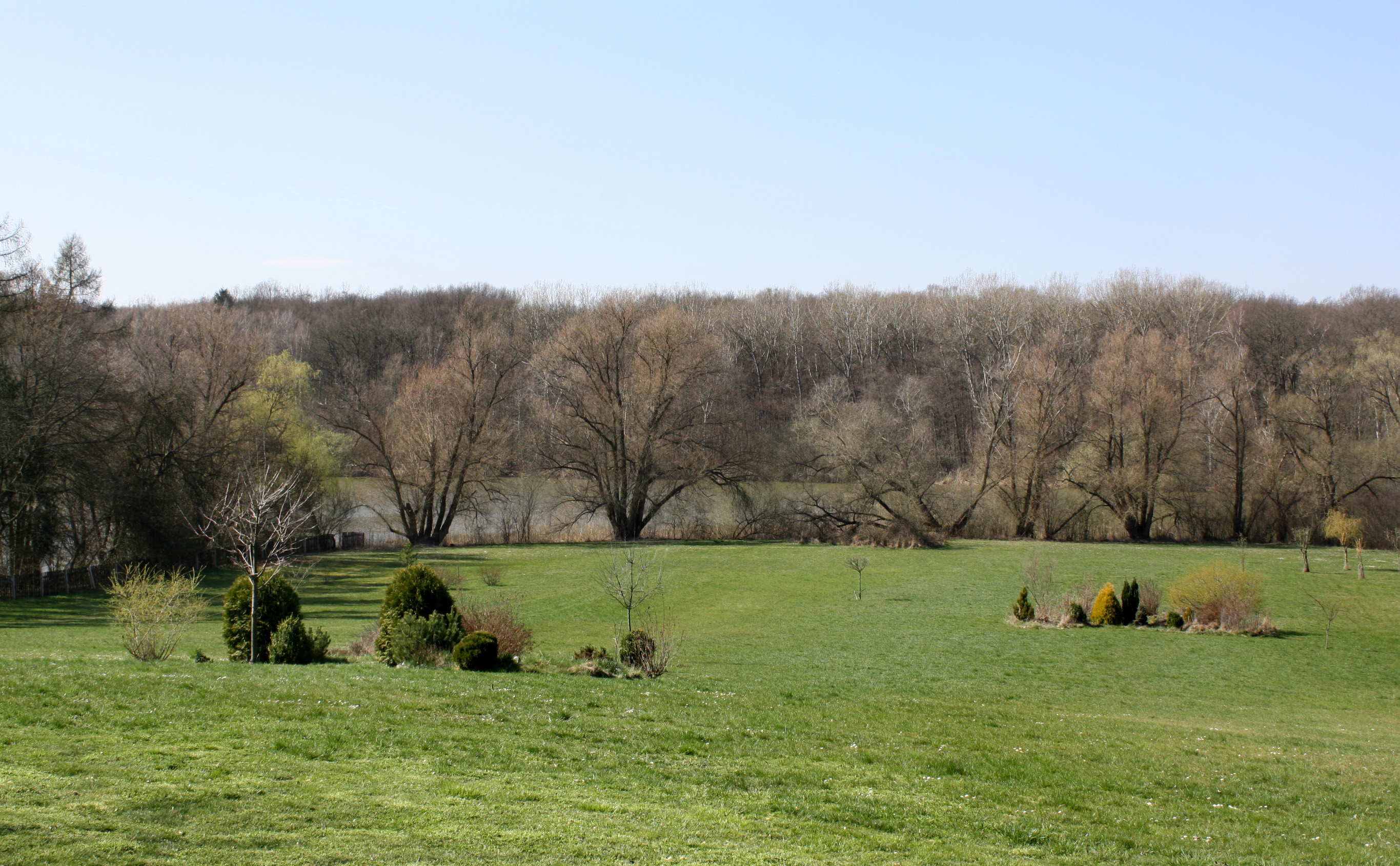
Zahrada u břehu rybníka